# Pseudo-cardinal
On désigne parfois, si on le veut, comme pseudo-cardinal un ecclésiastique créé cardinal par un antipape. 
Lors du Grand Schisme, les différents papes ou antipapes qui furent élus désignèrent chacun des « cardinaux » : certains conclaves, dont celui qui aboutit à l'élection de Martin V mettant fin au Grand Schisme, réunirent ainsi cardinaux et pseudo-cardinaux de diverses obédiences.